# EBART
eBART，全称舊金山湾区捷运东康特拉科斯塔县延长线，是一条属于湾区捷运系统、位于加州康特拉科斯塔县的、由柴联车驱动的铁路支线。首期线路于2018年5月26日开始运营，长达10.1英里（16.3），沿着加州4号高速公路，从匹兹堡/湾角站向东前往安条克站。
湾区捷运的地图里没有单独显示这条线路，而是将这条支线和匹兹堡/湾角－旧金山国际机场/密尔布瑞线合称  安条克-旧金山国际机场／密尔布瑞线。
由于轨距和动力方式的区别，eBART轨道不能和普通的湾区地铁轨道连接，eBART列车也不能进入其他线路，需要乘坐的旅客必须乘坐  匹兹堡/湾角－旧金山国际机场/密尔布瑞线到匹兹堡/湾角站，并在站内的换乘专用站台上在另一侧搭乘，换乘站台只能通过乘车前往。

## 历史

### 初期计划
在研究 匹兹堡 - 旧金山国际机场/密尔布瑞线延长至安条克的计划时，柴联车由于成本更低、更容易继续延长 脱颖而出。
最初的延长计划是让列车利用平行于加州4号高速公路的、既有的联合太平洋铁路(UPR)公司的轨道行驶，然而计划却因为UPR方面的不配合而落空：UPR既不愿意分享通行权，也不允许在旁边新建轨道。正巧4号高速公路正在扩宽，延长计划就利用这个时机，规划了在中间隔离带上的轨道。位于匹兹堡的铁路大道站（后更名为匹兹堡中心站）的建造，由于计划的多变，进行得并不顺利，直到后来得到市政府方面的支持才确定和延长线同步启用。

### 资金与建造

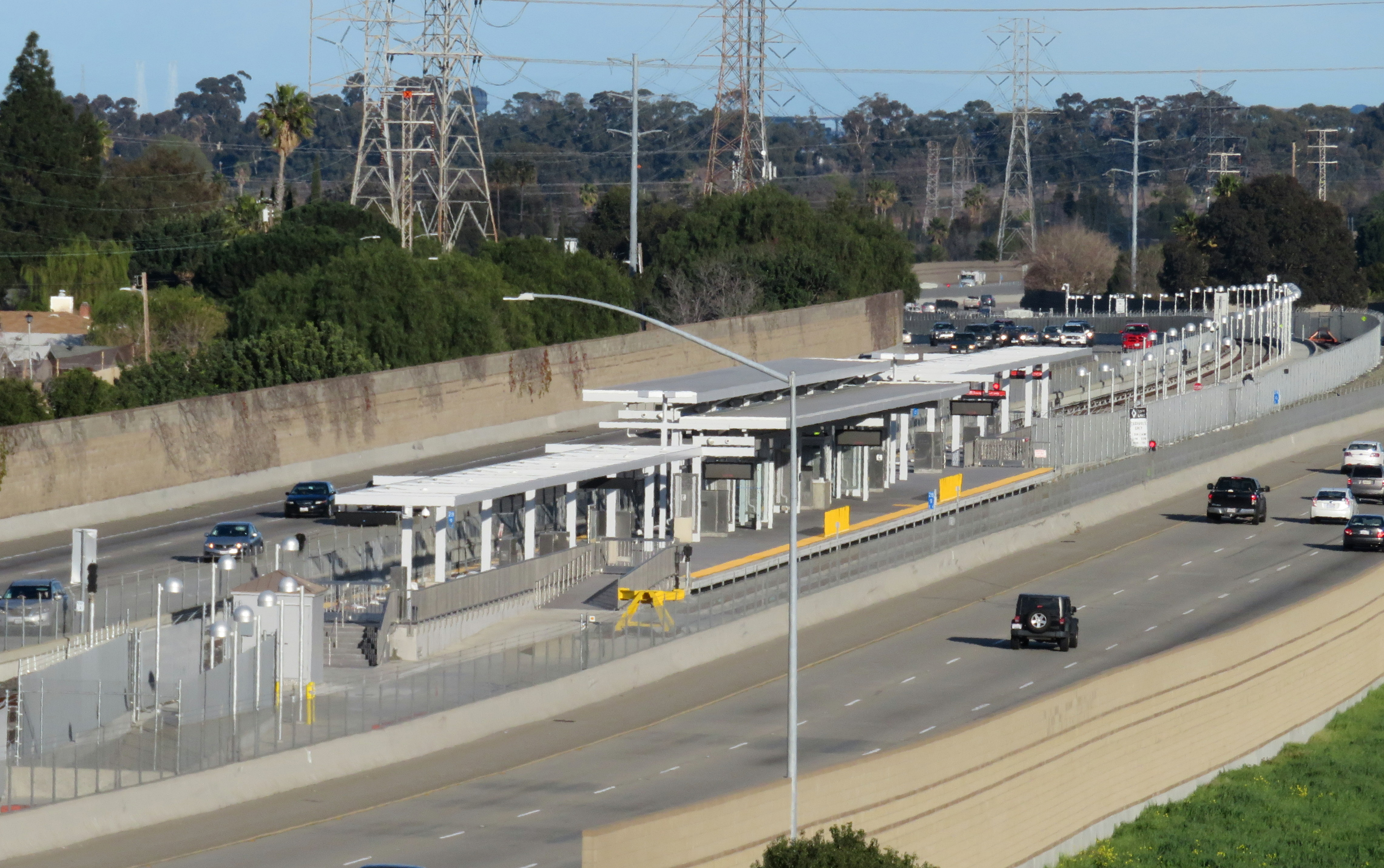
正在建造中的换乘专用月台（参见上图），2018年

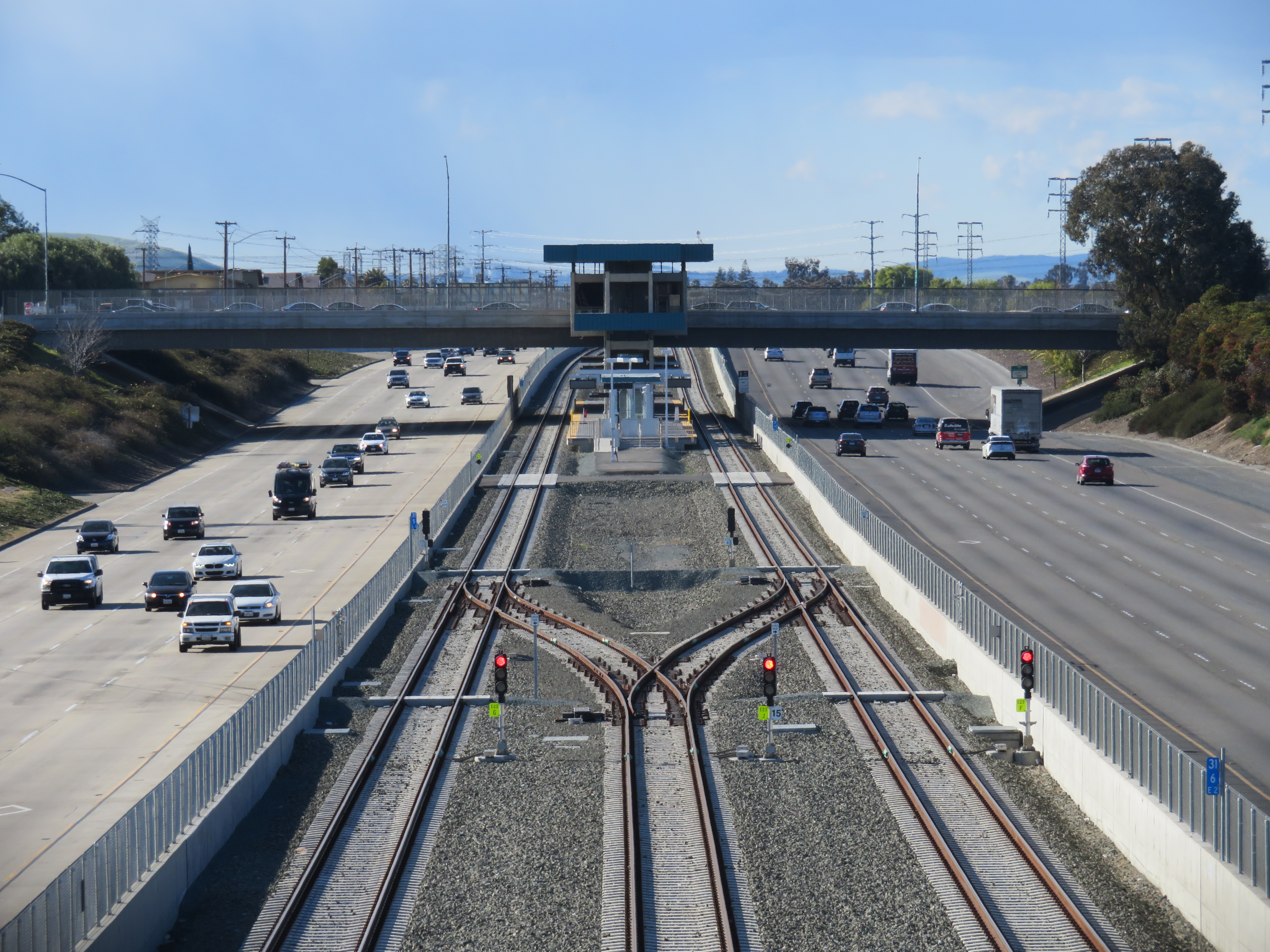
匹兹堡中心站附近的袋状轨，摄于2018年2月

2004年，为了提供足够的资金，康郡的议员们提高了当地营业税。 延长计划最终于2009年4月被批准。 最初估计的建造全线的成本是12亿美元
（相当于2023时的17億美元），而后来的预算为4亿6300万美元(相当于2023的6.58億美元）。
2010年10月14日，湾区捷运方面发布了一则通告，表示他们奖励了2600万美元（相当于2023时的3633萬美金）以感谢位于諾瓦托的西湾建设公司“在延长现有线路至Hillcrest大道的过程中，建造转车月台与维护铁路设施的付出”。
建造开始于2011年初， 对匹兹堡站的资助，由于车站要在通车典礼时同步开通，于2015年初也得到了落实。

### 未来计划
虽然还没有明确的计划与资金支持，线路预计可以延申至奥克利 (加利福尼亚州)、拜倫 (加利福尼亞州) 或者位于布伦特伍德 (加利福尼亚州)的交通枢纽。
2017年，圣华金县区域铁路委员会指出，这条支线可延申至加州的Tracy，继而与阿尔塔蒙特走廊特快和Tri-Valley-San Joaquin Valley Regional Rail Authority连接。

## 車站列表

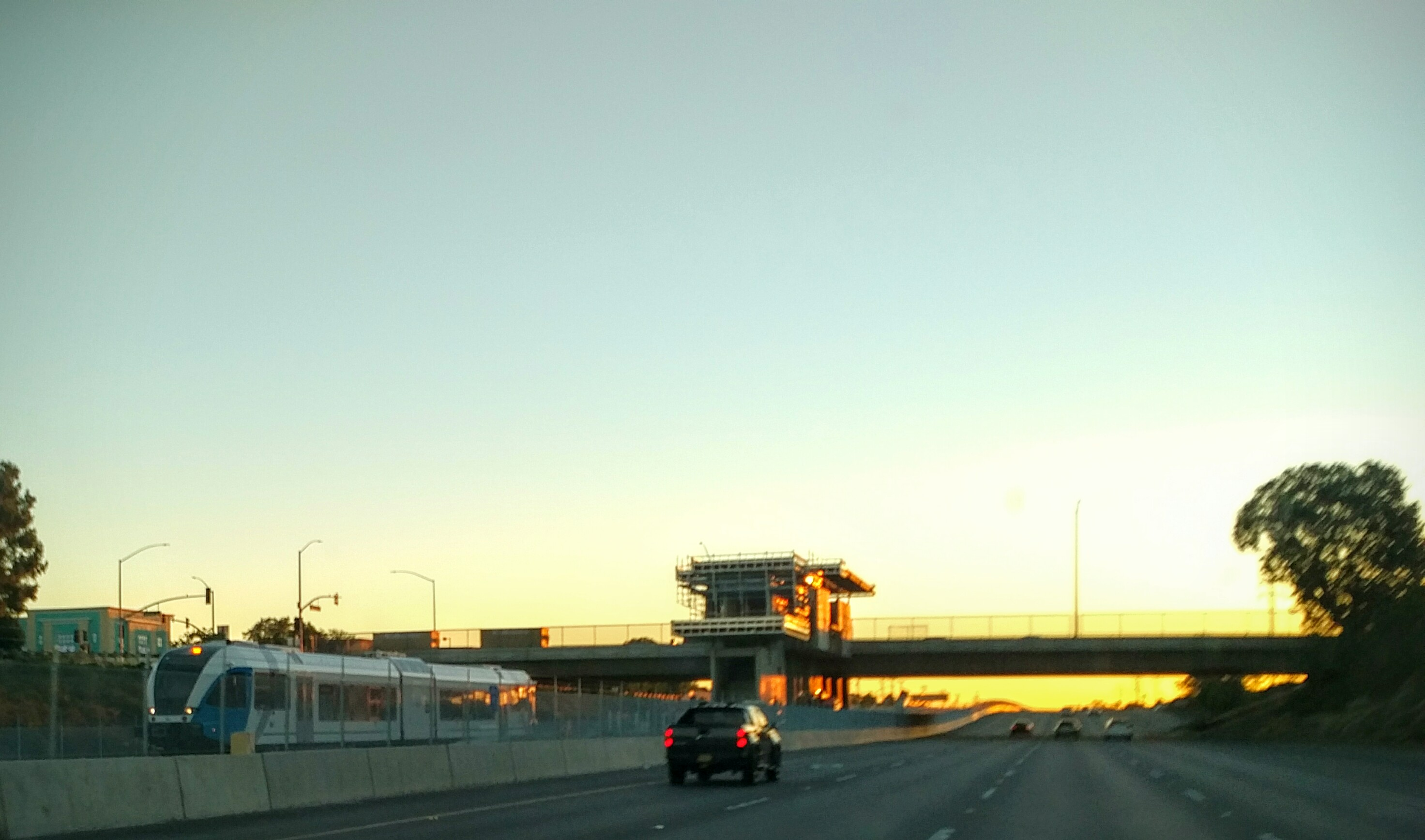
试运行中的柴联车，在夕阳下，正离开匹兹堡中心站，向东前往安条克站

该线的所有车站都位于加州的康郡。
| 中文站名     | 英文站名 | 城市   | 啟用          | 轉乘路線 |
| ------------ | -------- | ------ | ------------- | -------- |
| 安條克       |          | 安条克 | 2018年5月26日 |          |
| 匹茲堡中心   |          | 匹兹堡 | 2018年5月26日 |          |
| 匹茲堡／灣角 |          | 匹兹堡 | 1996年12月7日 |          |